# بيرني إس. سيغل
بيرني إس. سيغل (بالإنجليزية: Bernie S. Siegel)‏ هو طبيب وكاتب للأطفال وكاتب ومتحدث تحفيزي أمريكي، ولد في 14 أكتوبر 1932 في بروكلين في الولايات المتحدة.

## وصلات خارجية
- الموقع الرسمي